# IC 1791
IC 1791 ist eine linsenförmige Galaxie vom Hubble-Typ S0 im Sternbild Widder. Sie ist schätzungsweise 166 Millionen Lichtjahre von der Milchstraße entfernt.
Entdeckt wurde das Objekt am 4. Januar 1896 von Stéphane Javelle.